# Christophe Premat
Christophe Premat, né le 7 décembre 1976  à Annecy en Haute-Savoie, est un homme politique et politologue français.
Membre du Parti socialiste, il a été du 10 mai 2014 au 27 mars 2017 député de l'Assemblée nationale, de la 3e circonscription des Français établis hors de France. Il quitte le PS en 2018 pour la Gauche républicaine et socialiste.

## Biographie
Christophe Premat a notamment suivi des cours à l'université Washington de Saint-Louis dans le Missouri, où il fut lecteur de français en 1998-1999.
Il a été élève de l'École normale supérieure de Fontenay-Saint-Cloud de 1997 à 2003.
De 2006 à 2008, il était ATER à l'Institut d'études politiques de Bordeaux.
Attaché de coopération éducative et universitaire auprès de l'ambassade de France en Suède et directeur-adjoint de l'Institut français de Stockholm de 2008 à 2013, il est chercheur associé au Centre Émile-Durkheim (UMR CNRS 5116, Sciences Po Bordeaux), chargé de cours à l'université de Stockholm et professeur d´histoire à la Franska Skolan (École française) (en) de Stockholm.
Il collabore à divers périodiques, notamment la revue en ligne Sens Public, dont il est le correspondant pour les pays scandinaves.
La nomination de la députée Axelle Lemaire (dont il est le suppléant) au poste de secrétaire d'État chargée du numérique fait de lui de 2014 à 2017 le député de la troisième circonscription des Français établis hors de France (Europe du Nord).
Il quitte le Parti socialiste en octobre 2018 et rejoint le parti Gauche républicaine et socialiste (alors nommé Alternative pour un programme républicain, écologiste et socialiste), créé par Marie-Noëlle Lienemann et Emmanuel Maurel.

### Famille
Christophe Premat est marié et père de trois jeunes enfants.

### Distinctions honorifiques
- Chevalier de l'ordre des Palmes académiques (2014)[5].

## Activités politiques
Lors du Congrès du Parti socialiste de Poitiers en juin 2015, il soutient la motion D, « La Fabrique », portée par Karine Berger. Il est entre autres animé par l'idée d'instituer une nouvelle forme de représentativité du monde du travail capable d'édicter de nouvelles normes à l'instar de ce qui se passe dans les pays scandinaves.
Il entre dans la direction du mouvement « La Gauche forte », animé par Yann Galut et Alexis Bachelay.
À la suite des attentats du 13 novembre 2015 à Paris, il co-signe dans le cadre de la loi de prolongation de l'état d'urgence un amendement présenté par la députée de Paris Sandrine Mazetier visant, contre l'avis du gouvernement, à rétablir la censure sur la presse, la radio, le cinéma et le théâtre. Il revient dans une interview donnée au Petit Journal sur le débat lancé par cet amendement vis-à-vis des images des chaînes continues et de ce qui s'est passé le 8 janvier lors de l'assaut de l'Hyper-Casher à Paris. Opposé à la déchéance de nationalité pour les terroristes binationaux et à la constitutionnalisation de l'état d'urgence, il propose que la Cour pénale internationale puisse élargir ses compétences et être capable de juger les individus ayant participé à des actes de terrorisme.
Membre du conseil d'administration de l'Agence pour l'enseignement français à l'étranger (AEFE), il signe un rapport sur le contrat objectifs-moyens 2016-2018 de l'AEFE à l'Assemblée nationale en plaidant pour une stratégie différenciée en Europe et dans les pays francophones.
Opposé à la loi Travail, il cosigne avec 60 autres parlementaires le recours au Conseil Constitutionnel pour invalider cette loi,. Il est membre de Génération-S et milite pour une union populaire de la gauche.
En octobre 2018, il quitte le PS et rejoint le parti APRÉS, créé par Marie-Noëlle Lienemann et Emmanuel Maurel.

## Principales publications
- After the Deluge: New Perspectives on the Intellectual and Cultural History of Postwar France (After the Empire: The Francophone World and Postcolonial France) (ouvrage collectif), Lexington books, 2004  (ISBN 978-0-7391-0791-1)
- La pratique du référendum local en France et en Allemagne : le moment référendaire dans la temporalité démocratique texte de la thèse écrite sous la direction de Pierre Sadran et Philippe Raynaud, Sarrebruck, Éditions universitaires européennes, 2009  (ISBN 978-613-1-51659-7)
- Le traitement de l'actualité en classe de français langue étrangère : résultats concrets d'une recherche-action menée auprès de deux publics d'apprenants au profil contrasté, Sarrebruck, Éditions universitaires européennes, 2010  (ISBN 978-613-1-52623-7)[18]
- Dictionnaire des relations franco-allemandes, sous la direction de Isabelle Guinaudeau, Astrid Kufer, Christophe Premat (préface de Stephan Martens), Presses universitaires de Bordeaux, 2009  (ISBN 978-2-86781-550-8)
- Servanne Jollivet, Mats Rosengren, Christophe Premat (dir.), Destins d’exilés. Trois philosophes grecs à Paris : Kostas Axelos, Cornelius Castoriadis, Kostas Papaïoannou, Éditions Le Manuscrit, 2011  (ISBN 978-2-3040-3806-4)
- Christophe Premat, L´idée d´une nouvelle représentation politique, Édilivre, 2014,  (ISBN 978-2-3327-1331-5 et 978-2-3327-1332-2)
- Christophe Premat, Pour une généalogie de la Francophonie, Stockholm University Press, 2018, https://www.stockholmuniversitypress.se/site/books/m/10.16993/bau/